# Zorgaanbieder
Zorgaanbieder is de term waarmee een grote diversiteit aan leveranciers van allerhande soorten zorg wordt bedoeld. Hierbij kan het gaan om directe medische zorg (artsen, verpleging, medicatieverstrekking, wijkverpleging) als zorginstellingen als verpleeghuizen, hospices maar ook allerlei vormen van thuiszorg, kraamzorg, huishoudelijke verzorging en persoonlijke verzorging.

## Nederland
Zorgaanbieders in Nederland hebben te maken met een groot aantal wetten en veel regelgeving waaronder
- Wet langdurige zorg (Wlz);
- Verpleging, verzorging en langdurige GGZ in Zorgverzekeringswet (Zvw);
- Wet maatschappelijke ondersteuning 2015 (Wmo 2015).

De Inspectie Gezondheidszorg en Jeugd (IGJ) controleert of zorgaanbieders zich aan de geldende wettelijke normen ten aanzien van verantwoorde zorg houden.